# Athanasios Christopoulos
Athanasios Christopoulos (10 de mayo de 1772-19 de enero de 1847) fue un poeta griego nacido en Kastoriá, Macedonia. 
Estudió en Buda y en Padua, y se hizo tutor de los hijos de Alexander Mourousis, príncipe de Valaquia. Tras la caída de este príncipe en 1811, se realizó el encargo a Christopoulos por parte de John Caradja, que había sido elegido hospodar de Valaquia, de redactar un código de leyes para este país.
Tras la destitución de Caradja, Christopoulos se retiró, dedicándose a la literatura. Escribió canciones de taberna y coplas amorosas que son muy populares entre los griegos. También es el autor de la tragedia Politika Parallela (una comparación de varios sistemas de gobierno), de traducciones de Homero y Heráclito, y de algunas obras filológicas sobre la conexión del griego antiguo y el moderno. 
También escribió una obra autobiográfica: Hellenika Archaiologemata (Atenas, 1853) .